# 巴托尔
巴托尔，是匈牙利赫维什州所辖的一个村。总面积27.32平方公里，总人口420，人口密度15.4人/平方公里（2011年1月1日）。